# Augusto Tavares de Lira
Augusto Tavares de Lira (Macaíba, 25 de dezembro de 1872 — Rio de Janeiro, 22 de dezembro de 1958) foi um escritor, professor, historiador e político brasileiro.
Foi governador do Rio Grande do Norte, ministro da Justiça e Negócios Interiores do governo Afonso Pena e ministro da Viação e Obras Públicas no Governo Venceslau Brás; Deputado e senador durante a República Velha. Foi também ministro e presidente do Tribunal de Contas da União, membro do Instituto Histórico e Geográfico Brasileiro. Historiador com inúmeros textos históricos  publicados, autor de uma História do Rio Grande do Norte.

## Família e formação
Augusto Tavares de Lira nasceu na cidade de Macaíba, no Rio Grande do Norte, em 22 de dezembro de 1872, filho do coronel Feliciano Pereira de Lyra Tavares e de Maria Rosalina de Albuquerque Vasconcelos. Seus primeiros estudos foram na cidade natal, mas logo foi mandado para Natal e, depois, para Recife, onde ingressou na faculdade de direito em 1888. Foi aluno de Clóvis Beviláqua e se formou em 1892.

## Carreira  Política

### Deputado Federal
Ao concluir os estudos, retornou para o Rio Grande do Norte. Em 1893, elegeu-se deputado estadual, renunciando no ano seguinte por se eleger para a 23ª Legislatura da Câmara dos Deputados, de 1894 a 1896. Reelegeu-se para as 24ª, de 1897 a 1899, 25ª, de 1900 a 1902, e 26ª, de 1903 a 1905, legislaturas. Junto a outros políticos, integrou a Comissão dos 21, que revisou o projeto do Código Civil.

### Presidente do Rio Grande do Norte
Em 1904, renunciou à legislatura de deputado federal para assumir o governo do Rio Grande do Norte. No governo, teve de lidar com a forte seca que atingia o estado há 5 anos. Na economia, buscou impulsionar a fundação do Banco de Natal e as indústrias açucareira, salineira e algodoeira.

### Ministro da Justiça e dos Negócios Interiores
Em 1906, renunciou ao governo estadual para assumir, por indicação do presidente eleito Afonso Pena, do PRM, a pasta da justiça e dos negócios interiores. No cargo, apresentou uma reforma educacional ao Congresso, além de oficializar a ortografia brasileira. Em 1908, implementou reformas jurídicas no estado do Acre, regulamentou o processo de naturalização de imigrantes e reorganizou o Corpo de Bombeiros, a Casa Civil, a Polícia Civil e a Polícia Militar.

### Senador Federal
Em 1910, elegeu-se para a 28ª Legislatura do Senado Federal, de 1909 a 1911. Reelegeu-se para a 29ª Legislatura, de 1912 a 1914, na qual ocupou a liderança do governo do marechal Hermes da Fonseca nessa casa legislativa em substituição do general Francisco Glicério, senador por São Paulo recém declarado de oposição.

### Ministro da Viação e Obras Públicas
Com a posse de Venceslau Brás, do PRM, em 15 de novembro de 1914, foi nomeado ministro da viação e obras públicas. No cargo, revisou contratos superfaturados, promoveu o carvão nacional e a instalação de usinas hidrelétricas. Também ocupou o Ministério da Fazenda, em caráter interino, em dois momentos diferentes durante o governo, 1916 e 1918.

### Ministro do TCU
Em 1918, foi nomeado pelo presidente ministro do Tribunal de Contas da União. Veio a se aposentar apenas em 1941, após presidir em algumas ocasiões o tribunal. Aposentado, passou a trabalhar no Instituto Histórico e Geográfico Brasileiro.
Faleceu no Rio de Janeiro em 22 de dezembro de 1958.